# Asiavorator
Asiavorator es un género extinto de mamífero carnívoro perteneciente a la familia Stenoplesictidae (o subfamilia Stenoplesictinae), un tipo de civetas similares a gatos que vivieron durante el Oligoceno Superior en lo que ahora es Asia.
Los dientes de Asiavorator sugieren que eran omnívoros o más exactamente, tenía una dieta que iría de hipercarnívora a mesocarnívora.
Asiavorator fue nombrado por Spassov y Lange-Badré (1995). Fue asignado a la superfamilia Aeluroidea por Hunt (1998).